# You Make It Feel Like Christmas (canção)
"You Make It Feel Like Christmas" é uma canção da cantora norte-americana Gwen Stefani, gravada para o seu quarto álbum de estúdio com o mesmo título. Conta com a participação do cantor Blake Shelton. O seu lançamento ocorreu a 22 de setembro de 2017, através da editora discográfica Interscope Records, servindo como single de arranque da promoção do disco. Foi composta pela própria intérprete, Justin Tranter, Shelton e busbee, sendo que o último também esteve a cargo da produção com o auxílio de Eric Valentine.

## Faixas e formatos
| Descarga digital |                                                                         |         |  |
| N.º              | Título                                                                  | Duração |  |
| 1.               | "You Make It Feel Like Christmas" (com a participação de Blake Shelton) | 2:36    |  |

## Desempenho comercial

### Posições nas tabelas musicais
| Tabela musical (2017)                             | Melhor posição |
| ------------------------------------------------- | -------------- |
| Alemanha - Single-Charts                          | 55             |
| Bélgica - Ultratip (Flandres)                     | 10             |
| Canadá - Canada AC                                | 2              |
| Canadá - Canada Hot AC                            | 31             |
| Canadá - Canada Digital Songs                     | 26             |
| Escócia - Scottish Singles Chart                  | 57             |
| Eslováquia - Rádio Top 100                        | 33             |
| Estados Unidos - Billboard Bubbling Under Hot 100 | 2              |
| Estados Unidos - Billboard Adult Contemporary     | 9              |
| Estados Unidos - Billboard Holiday 100            | 37             |
| Nova Zelândia - NZ Heatseekers                    | 8              |
| Polónia - Polish Airplay Top 100                  | 43             |
| Reino Unido - UK Singles Chart                    | 98             |
| Suíça - Schweizer Hitparade                       | 80             |